# تایین‌چه
تایین‌شا (قزاقی: Тайынша، تايىنشا) یک منطقهٔ مسکونی در قزاقستان است که در استان قزاقستان شمالی واقع شده‌است. این شهرک ۱۳۲۳۳ نفر جمعیت دارد.